# Metaphycus hageni
Metaphycus hageni is een vliesvleugelig insect uit de familie Encyrtidae. De wetenschappelijke naam is voor het eerst geldig gepubliceerd in 1999 door Daane & Caltagirone.